# Нагатино-Садовники
| Нагатино-Садовники | Нагатино-Садовники |
| ------------------ | ------------------ |
|                    |                    |
| Площ               | 8,17               |
| Население          | 82 064 души (2016) |

Нагатино-Садовники (на руски: Нагатино-Садовники) е административен район на Южен административен окръг в Москва.

## История
През 1991 г. е отменено старото райониране на Москва, като вместо старите райони са образувани административни окръзи (в това число Южния административен окръг,), в чиито състав е образуван временния общшнски окръг „Нагатино-Садовники“. На 5 юли 1995 г. той е преобразуван в района на Москва „Нагатино-Садовники“.

## Граници
Границите на район Нагатино-Садовники са определени със закона „За териториалното деление на град Москва“ и съгласно него преминават по проспекта Андропов, западните граници на територията на музея „Коломенское“, Каширско шосе, проектирания пасаж №3689, по оста на железопътното разклонение на Павелецкото направление на МЖД, Варшавското шосе, руслото на река Москва и по оста на Нагатинското изменение река Москва до проспекта Андропов.